# Богомилското учение
„Богомилското учение“ е книга от Антон Глогов – псевдоним на родения в Етрополе писател и публицист Антон Илиев Дончев (1883 – 1944) . Първо издание през 1915 г., преиздадена през 1935, 1943, 2000, 2006 и 2017 г. Автора, изразява писмен протест до Ватикана в който той утвърждава абсолютният монизъм и самостойното възникване в България на богомилското учение. Оригиналното издание от 1935 започва с факсимиле от отговора на този протест.
Според Глогов богомилите са се наричали „общиари“ и почитали символ, представляващ две кръстосани под прав ъгъл елипси. Вертикалната елипса символизирала силата на сътворението, а хоризонталната – силата на разрушението. Богомилските първосвещеници нямали право да носят този символ, нито други символи и украшения. Единственото, което ги отличавало от другите свещеници, било червеното облекло вместо черно, както и жезъл с декорация на върха във формата на слънце, който винаги носели със себе си.
В уводната част на книгата авторът осветява някои моменти от историята на богомилското движение, структурата на техните общини и храмове и разпространението му в Европа. Тук авторът отхвърля спекулациите на противниците в лицето на Презвитер Козма за произхода на учението и връзки с наистина дуалистичните манихейство и павликянство. Основен момент в социалния аспет на богомилската доктрина е заключението, че: „Общината е онзи фактор, който ще превърне човека-звяр във втора, след Слънцето творческа сила.“
Редица концепции, изложени в книгата на Глогов като богомилски, са използвани от Емилиян Станев в неговите повести за богомилите.
В предговора си към „Теория на пространството“ авторът ползва богомилското учение представено от Глогов.
Според Тодор Балкански изложеното в книгата на Глогов за богомилите е фалшификат от самия автор. По думите на Глогов той е запомнил наизуст съдържанието на богомилските книги от някаква изгубена книга на неговия дядо.